# Mns Mulieng
Mns Mulieng is een bestuurslaag in het regentschap Pidie Jaya van de provincie Atjeh, Indonesië. Mns Mulieng telt 489 inwoners (volkstelling 2010).